# 松風荘
松風荘（しょうふうそう、英: Shofuso Japanese House and Garden）は、アメリカ合衆国ペンシルベニア州フィラデルフィア市郊外のフェアマウント公園にある日本建築及び庭園である。
松風荘の建物は、1954年にニューヨーク近代美術館 （MoMA）の展示物として日本から寄贈されたもので、2年間の展示期間の終了後に現在地に移転し、1958年に一般公開された。建物は吉村順三による設計で、書院造を基本にしたものである。庭園は、建物の移築以前からフェアマウント公園にあった日本庭園（1909年造園）がもとになっている。

## 概要
建物は和風建築に造詣の深い、吉村順三によって書院造を基本にして設計された。木曽の国有林から切り出された檜を用いられており、宮大工棟梁、第十一代伊藤平左エ門が施工を管轄した。床（とこ）、違棚、付書院という書院造り特有の座敷飾りを持つ書院一の間、二の間に、茶室、厠、浴室、民家風の台所が付属している。広縁を介して日本庭園につながる構成は、伝統的な日本建築の特徴をよく示している。
松風荘は1954年（昭和29年）に、日米友好関係の再構築を願う官民あげての努力により、日本からアメリカへの贈り物として、ニューヨーク近代美術館 の中庭に建設・展示された。2年間で25万人が見学するほどの好評を博した後、現在地に移転された。その後管理が行届かずに荒廃してしまったので、1976年の米国生誕200年祭を機に、フィラデルフィア市からの依頼に応じ、日本からの基金によって修復工事が行われた。1999年には屋根職人が日本から渡米して、檜皮（ひわだ）屋根の総葺き替えを行なった。2007年には日本画家・千住博が襖絵20点を寄贈し、モダニズム表現の滝の絵が展示されている。

## 歴史

### 背景
ニューヨーク近代美術館 （MoMA）は、第二次世界大戦後に郊外住宅が多数建設されるようになった状況を見て、アメリカ国民にモダンリビングを啓蒙する必要があると考え、1949年から「House in the Garden」というシリーズ展を始めた。有名建築家が設計した住宅を同館中庭に2年ずつ実物展示するというものだった。初代はマルセル・ブロイヤーの有名なバタフライ屋根の住宅（1949年）で、続いて工業化住宅で知られるグレゴリー・エインらによる住宅が展示された。同館の学芸員としてこの一連の展示をプロデュースしたフィリップ・ジョンソンとアーサー・ドレクスラーは近代住宅が日本の伝統的な住宅に似ていると考え、3つめの展示を日本住宅にすることにした。 
文化交流を通して、日米の友好に尽力していたジョン・ロックフェラー3世（ロックフェラー家はMoMA創立の際の中心的な存在で、その運営に深く関わっていた。ジョン・ロックフェラー3世は日本文化、それも特に民家に深い関心を寄せていた）が1953年に訪日し、この事業への協力を依頼した。太平洋戦争で戦った両国の絆を築き直したいと願っていた日本側はこの依頼に積極的に応じ、日本住宅を日本からアメリカへ贈呈することを決議し、日米協会が中心になって、民間企業270社などから建設基金を募った。外務省の有志も募金している。
ロックフェラーとともに来日したドレクスラーは、当初既存建物の移築も考えていたようだが、古建築を見学しつつ建築史研究者の意見を聞くうちに、書院造りが展示するのに最もふさわしいと考えるようになり、当時文化財保護委員会建造物課長で東大教授の関野克（せきの まさる）のアドバイスに従い、園城寺光浄院（おんじょうじ・こうじょういん）をモデルにした建物を新たに設計して展示することにした。そしてその設計者に選ばれたのが当時東京藝術大学助教授の吉村順三だった。設計者の選定にはチェコ系アメリカ人アントニン・レーモンドが関係していると見てよい。レーモンドは1920年から日本で設計事務所を開いており、1938年にアメリカに帰国した際にはロックフェラーの仕事をしている。吉村はその事務所の所員で、ニューヨークのロックフェラー・センターにあった日本文化会館の茶室の設計などのため、レーモンドに呼ばれて1939年から1年間アメリカに滞在していた。

### MoMAでの松風荘
施工は関野の意向で名古屋の宮大工伊藤家棟梁の第十一代目平左エ門が、庭園は京都の竜安寺出入りの六代目佐野旦斎が担当することになった。
建設に必要な檜が不足したため、林野庁の特別許可を得て、木曽の国有林からを檜を切り出した。建物は1953年末に伊藤家の作業場で仮組み立てを行った後で解体して、ニューヨークに搬送された。仮組立をしたのは日本から大工2名しか送れなかったので。建設手順を確認しておく必要があったからで、檜皮葺の屋根を約6尺角の正方形のユニットで組めるようにするなど、施工の簡略化が図られた。吉村、佐野と大工2名、左官1名が渡米し、ハワイ出身の日系二世の大工などを指揮して完成させた。建物は松風荘（Pine Breeze Villa）と名付けられ、1954年6月19日から一般公開された。この建物は現地の関心を呼び、建設中からニューヨークの新聞にとりあげられたほどである。自然の材料の美しさ、単純な意匠、開放的な間取り、精密な手仕事等が高く評価され、1954-55年の二年間の展示期間中には，開館前から長蛇の列ができ ,　前2回の展示の3倍に当たる約25万人の観客を動員した。1954年11月には、吉田茂首相も訪れている。

### フィラデルフィア市への移築

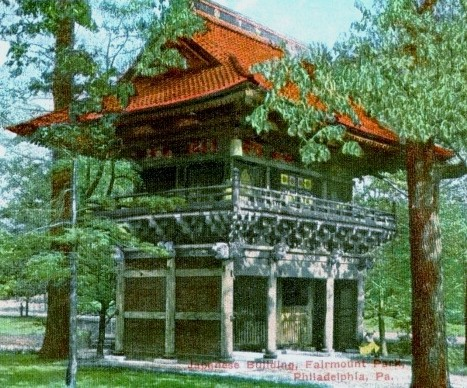
フェアモント公園にあった仁王門

松風荘は日本からアメリカへのプレゼントであったため、2年間の展示終了後の移築先が問題になった。ワシントンD.C.の日本大使館脇にという案もあったが、結局MoMAはフィラデルフィア市フェアモント公園に松風荘を寄贈することに決めた。
フェアモント公園は日本とゆかりの深い土地である。1876年の米国生誕百年祭を記念して公園で開催されたフィラデルフィア万国博覧会に、日本が初めて公式に参画し 、日本住宅、及び日本バザーを建立した。その建設の様子を現地の新聞が報道するなど、この建物は現地で大きな注目を集めた。また1904年にフランスからのルイジアナ購入を記念して開かれたセントルイス万国博覧会に、日本が展示した仁王門（茨城県西郷村（現・城里町）の清音寺の山門を移築）を、フィラデルフィアの篤志家2名が買い取り、1908年に現在の松風荘の所在地に移築されていた。1909年には現存の池を中心にした日本庭園も建設されたが、約50年後の1955年に、恰も松風荘に場所を譲るかのように、仁王門は失火により全焼してしまった。フィラデルフィア市は1957年に日本から宮大工と庭師を呼んで松風荘を移築再建し、1958年10月19日に一般公開を始めた。
その後の管理が不十分で建物、庭園が荒廃したため、1976年のアメリカ建国200年を機に、フィラデルフィア市長の依頼で、再度日米協会が中心になって民間から資金を募り、屋根の修理や建具などの取り替えを行った。1982年には、公園に依頼されて非営利法人、松風荘友の会（Friends of the Japanese House and Garden）が結成され、松風荘の保存維持、管理に当たっている。友の会は松風荘を日米文化交流の架け橋として、茶会、夏祭り、七五三、観月会などの文化事業を行っている。

### 千住博による障壁画寄贈

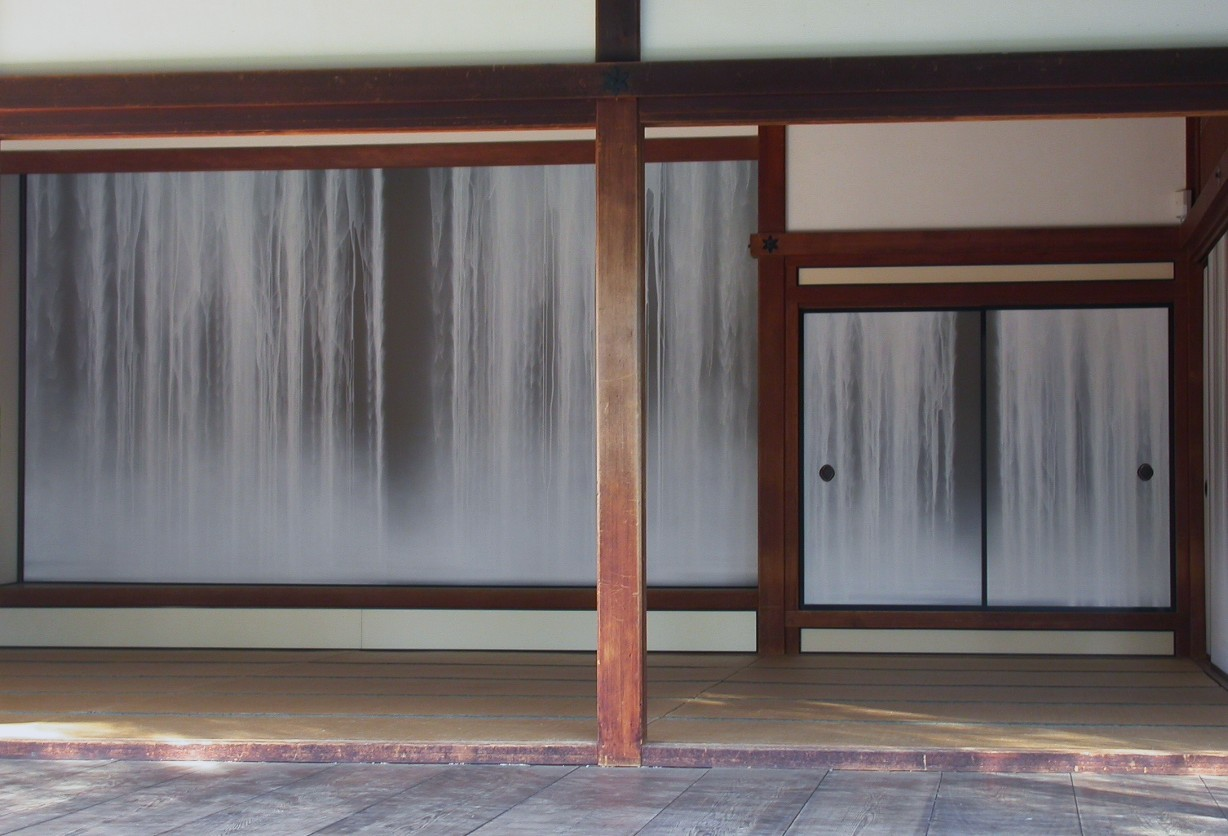
水のカーテン

松風荘の床の間、襖には、東京美術学校（現在の東京藝術大学）の同級生の吉村の依頼に応じ、東山魁夷の揮毫になる墨絵の襖絵が展示されていたが、侵入者によって全て破損され、修復不可能であった。2007年に世界を舞台に活躍している日本画家千住博の厚意により、障壁画20点が寄贈された。古色の出た建物、庭園からの色を抽出、「松風荘」カラーを創造し、千住の得意とするモチーフ、滝の絵を越前麻紙に揮毫した。正面の床の間の絵は、アメリカ生誕の地フィラデルフィア市の自由を象徴して「鉄のカーテン」と対比し「水のカーテン」とよばれている。古建築と現代日本画の組み合わせが、国境を越えた幽玄な空間を創造し、訪問者を楽しませている。

## 松風荘の建築と庭園

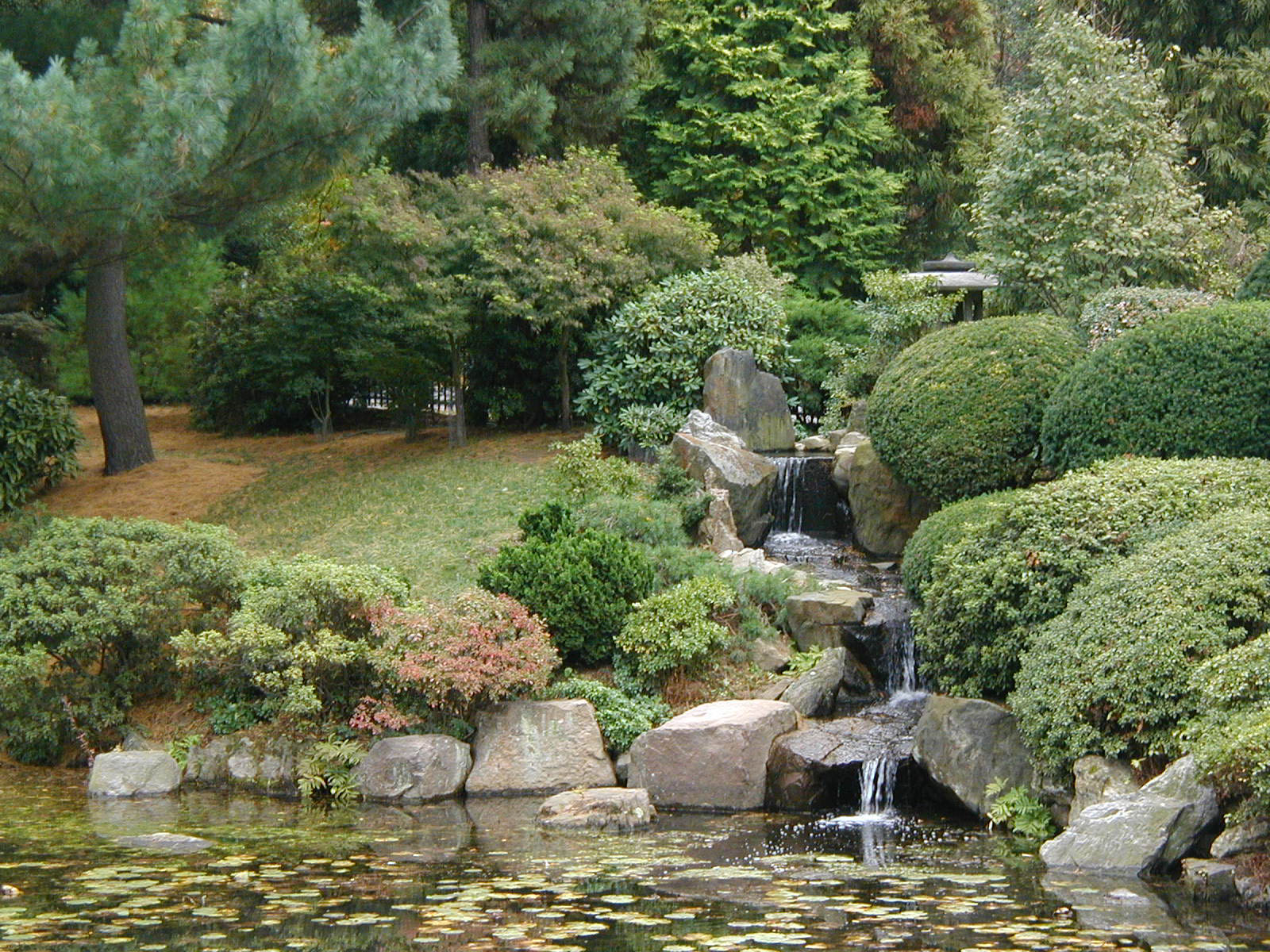
松風荘庭園の滝

松風荘のモデルになった園城寺光浄院（国宝、1601年建立）は、『匠明』殿屋集の「昔六間七間ノ主殿之図」に平面が似ていることで知られる。関野克にとってそれは、光浄院が書院造りの正統といえることを意味する。しかし松風荘はその単なるコピーではない。MoMAの中庭は光浄院の規模にはやや小さすぎるだけではなく、周囲は高層建築で囲まれていたので、みすぼらしくならないように配慮する必要があった。またMoMAは池を持つ庭園をつくることを要望した。設計者の吉村は、それらを踏まえつつ、光浄院にはない台所や茶室（大徳寺聚光院枡床席の写し）や厠・浴室、台所を加えつつ、日本の住まい方を示すことを含め、日本の伝統的な住宅のエッセンスを示そうとした。浴室に障子をつけているのは彼のサービス精神のあらわれだろう。また、松風荘の木割や立面は光浄院とは異なっているし、光浄院では唐破風がある側が正面であるのに対し、松風荘では、築地塀を一カ所切ったところから庭越しに望む位置を見所にしている。それは、一の間、二の間と池庭をつなぐ広縁を中心にした空間が重要ということで、光浄院を通しての吉村独自の伝統理解が示されている。それらは現代にも有効な価値であるという意味で、彼にとって松風荘は古建築を写したものではなく、「現代建築」だったのである。吉村は「檜皮屋根の曲線が周囲の高層ビルと強い対照を見せ、白い築地(つきじ)に囲まれた庭が平和な静かな額縁となって効果的だった。庭と建物が一体となって作り出す環境は、西洋には全く新しいもので、日本が数百年も前からこの様な家を作ってきたという事をアメリカ人は驚いている。」と著述している。
1953年6月に作成された図面によると、吉村はMoMAでの庭園には石庭を意図していたが、ドレクスラーの要望に応じて光浄院の庭を典拠とし、濡れ縁の前に池を配置した。庭木は全て現地で調達された。岐阜県飛騨地方からMoMAへ搬入した80個の石は、佐野によって、枯れ滝を中心に池に配置された。築地塀から向月台のある石庭が広がり更に池へと展開していく、約180坪の日本庭園であった。

### フェアマウント公園の松風荘庭園
フェアマウント公園にある現在の庭園は、1909年に日本の庭師によって、仁王門の前に蓮池を中心に造られた。この日本庭園の存在が、松風荘が現在地に移築された要因である。1957年に佐野旦斎が滝を加え、日本から搬送された庭石を配置、杉、檜、しだれ桜等を植樹した。1976年の大修復の際には、造園家の中島健が築山を築き、敷石を加えた。築山の前面にある雪見灯篭は1953年に当時の東京都知事安井誠一郎によって寄贈された上野の寛永寺所属の灯篭である。フェアマウント公園の森林を借景にした、池泉観賞式の1300坪の日本庭園である。日本庭園に関する当地の雑誌『ジャーナル・オブ・ジャパニーズ・ガーデニング』（JOJG）によって、北米にある300余の日本庭園の中で、3位にランクされている。